# Partido Nacional dos Aposentados do Brasil
Partido Nacional dos Aposentados do Brasil foi uma sigla partidária brasileira que disputou sob registro provisório as eleições municipais da cidade de São Paulo de 1988, essa foi sua única participação em eleições.
Nas eleições municipais de São Paulo, lançou a candidatura de José Moreno Galico, que recebeu apenas 3.723 votos, ficando em 12º lugar entre 14 prefeitáveis. No pleito municipal do Rio de Janeiro, o PNAB integrou a coligação que apoiou Marcello Alencar, que venceria a eleição no primeiro turno. Ainda tentou participar da eleição presidencial de 1989, tendo Nildo Martini como candidato, porém o PNAB foi extinto no mesmo ano.
O partido utilizou o número eleitoral 47.

## Desempenho Eleitoral

### Eleições presidenciais
| Ano  | Imagem | Candidato(a) a Presidente | Candidato(a) a Vice-Presidente | Coligação     | Votos       | Posição |
| ---- | ------ | ------------------------- | ------------------------------ | ------------- | ----------- | ------- |
| 1989 |        | Nildo Martini (PNAB)      | Sem Informação (PNAB)          | Sem coligação | Interferido | N/A     |